# Indická kuchyně

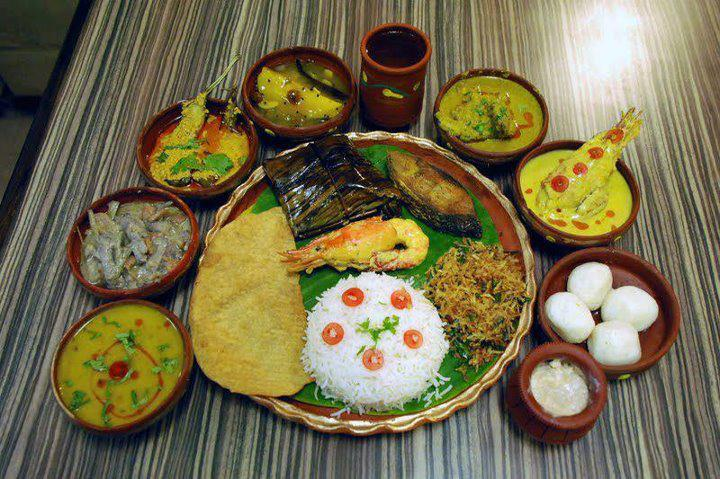
Pokrm z Bengálska

Indická kuchyně je kuchyně různých etnik a náboženských skupin, žijících na území Indie. K jejím typickým rysům patří hojné používání koření, převaha vegetariánských pokrmů, hlavními surovinami jsou rýže, obilniny, luštěniny, mléčné výrobky (jogurty, máslo ghí), zelenina a koření.

## Regionální rozdíly
Indie je velká země a mezi kuchařskými zvyklostmi v jednotlivých regionech jsou značné rozdíly. Proto je těžké indickou kuchyni charakterizovat jako celek. Regionální kuchyně se od sebe odlišují používanými surovinami, přísadami i způsobem přípravy.
Ve střední a západní Indii se jí placky, luštěniny, zelenina, ovoce, mléčné výrobky, případně ryby, skopové, kozí nebo drůbeží maso, které jedí hlavně muslimové. V Kašmíru a podhimálajské oblasti jsou v oblibě sýry, sušené ovoce, plněné taštičky a luštěniny, ve východní Indii se jí hodně ryb, plodů moře, drůbeže, ovoce a rýže. Pro jižní Indii jsou charakteristické sladkosti, ovoce, hojné používání kokosu, rýže a brambor či batátů. Jihoindické pokrmy jsou zpravidla silně kořeněné a pálivé. Zatímco v severní a střední Indii se jí hlavní jídlo kolem poledne nebo po poledni, v jižní Indii až večer, po setmění.

## Náboženská specifika
Hinduisté nikdy nejedí hovězí maso, příslušníci vyšších kast jsou zpravidla vegetariáni, také všichni džinisté a podstatná část indických křesťanů a buddhistů jsou vegetariáni. Sikhové a muslimové jedí více masa, především drůbežího a skopového, Sikhové však odmítají hovězí maso a na muslimy se vztahují rituální předpisy o čistotě (halál), proto nikdy nejedí vepřové maso a zpravidla nepijí alkoholické nápoje. Pouze pársové nejsou ve stravování limitováni náboženstvím.

## Způsoby úpravy pokrmů
Nejčastější úpravou pokrmů v indické kuchyni je pomalé vaření nebo dušení na mírném ohni. Oblíbené je rovněž smažení na pánvi, grilování nebo pečení, k němuž slouží hliněná pec tandoor. Maso, zelenina i ostatní přísady se většinou upravují pokrájené na kostky či plátky, méně často v celku.

## Stolování
Indové tradičně jedí pravou rukou, často za pomoci kousku placky, jímž si nabírají do úst polévku či omáčku, během 20. stol. se ale pod britským vlivem rozšířil i příbor, zejména ve městech. Nádobí se používá málo, talíře bývají kovové (tálí), ale na venkově, zejména v jižní a východní Indii, se místo talířů často používají banánové listy, spíchnuté špejlemi, které se po jídle zahodí. Na stole nesmí chybět různé omáčky, čatní, jogurt, nakládaná zelenina a koření, jimž si stolující mohou dochutit jídlo nebo do nich namáčet jednotlivá sousta. Indové servírují na stůl více jídel zároveň a stolující si nabírají na své talíře od každého něco. Polévka a hlavní jídlo se podávají zároveň. Po hlavním jídle se podávají sladkosti, ovoce, čaj nebo (zejména v muslimském prostředí a v jižní Indii) káva, a rovněž betelové listy.

## Přísady a suroviny indické kuchyně

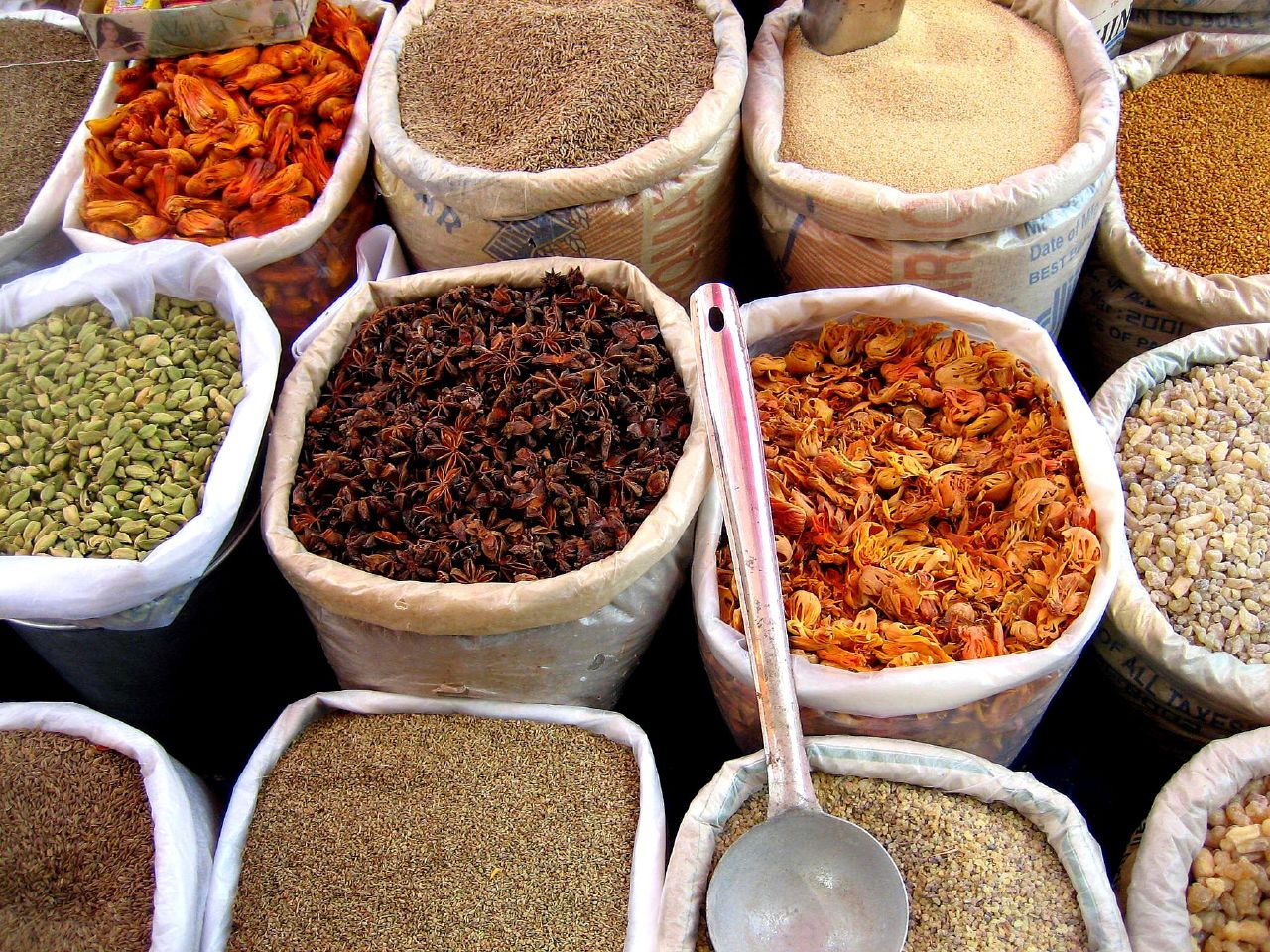
Koření k dostání v Indii

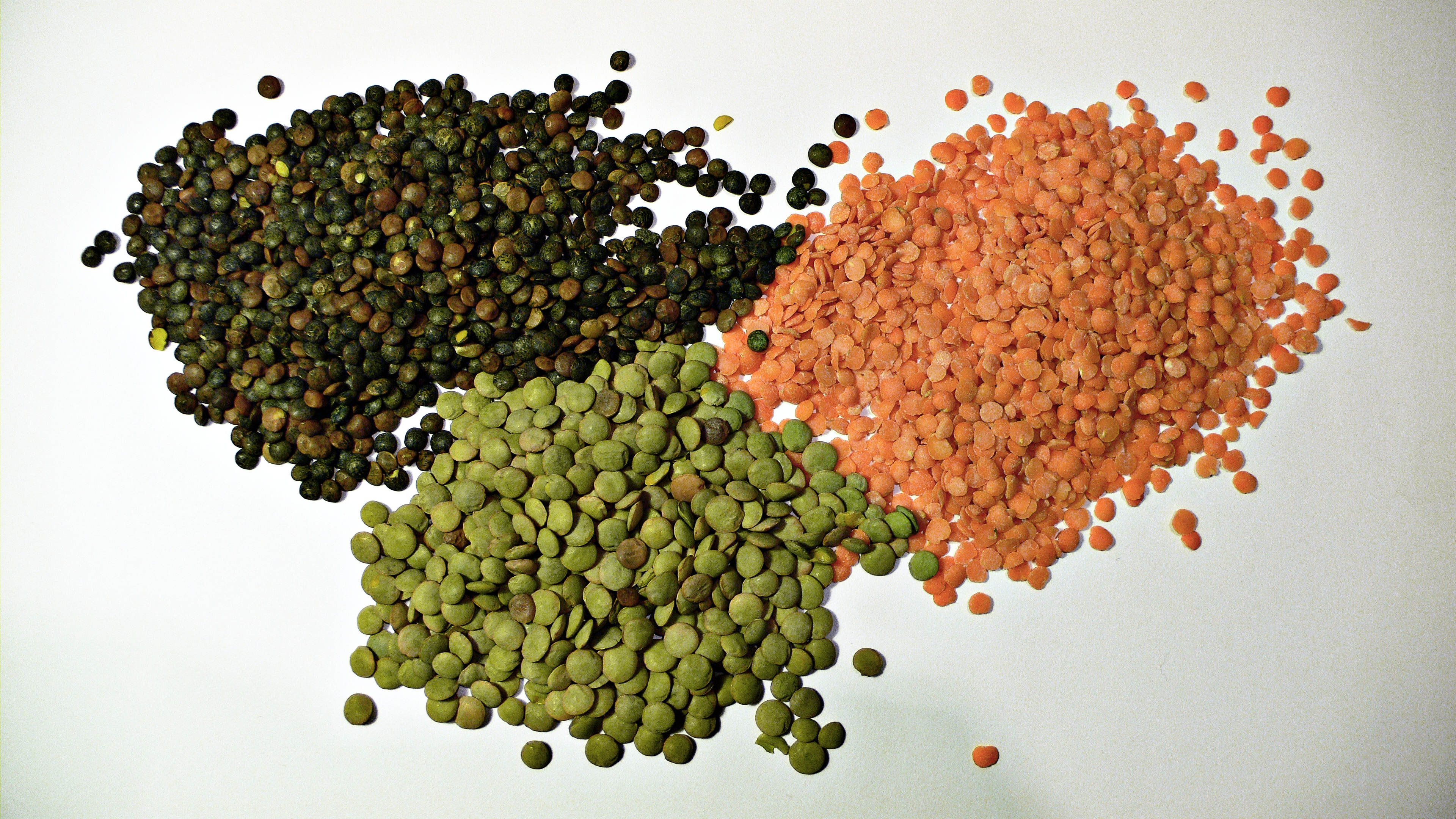
Čočka patří mezi základní potraviny

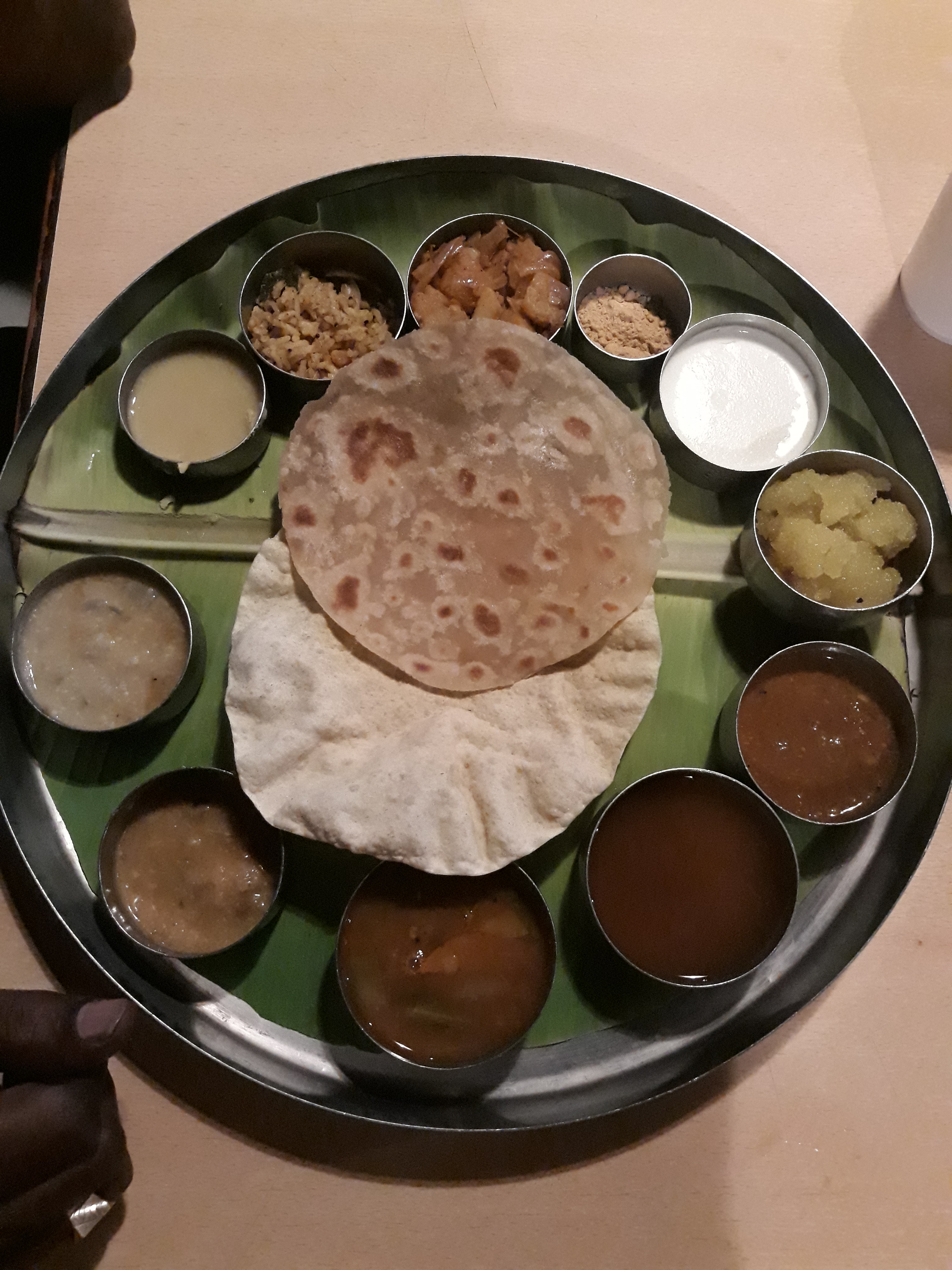
Chlebové placky se spoustou drobných pamlsků

### Klasifikace potravin podle ájurvédy
1. obilniny (rýže, pšenice, proso, kukuřice aj.)
2. luštěniny (hrách, čočka, mungo fazole, cizrna aj.)
3. maso (včetně ryb, plodů moře, drůbeže a vajec)
4. listová zelenina a jedlé natě, zelené části rostlin
5. ovoce a plodová zelenina (baklažány, rajčata, papriky, okurky, týkve aj.)
6. kořenová zelenina a jedlé houby
7. opojné nápoje
8. voda
9. mléko a mléčné výrobky
10. cukr, med, cukrová třtina, palmový cukr a další sladidla
11. připravené pokrmy: oleje, ocet, čatní, zavařeniny, ovocné šťávy aj.
12. koření a sůl

### Hlavní suroviny používané v indické kuchyni
1. asa foetida
2. baklažány
3. betelové listy
4. cizrna
5. čát masála
6. česnek
7. čočka a fazole mungo
8. garam masála
9. hořčičné semínko
10. jogurt
11. kardamom
12. karí
13. kokos
14. koriandr: semeno i listy
15. kurkuma
16. mango
17. máslo ghí
18. pepř
19. růžová voda
20. rýže
21. zázvor

## Indická kuchyně a lékařství
Indická kuchyně je v úzkém vztahu s tradičním indickým lékařstvím – ájurvédou, což se projevuje zejména v používání koření, ovoce a přísad. Podle ájurvédy jídlo ovlivňuje činnost tří tělesných složek (tridóša) – větru (váta), žluči (pitta) a hlenu (kapha). Proto se některé potraviny vzájemně nemají kombinovat a při některých chorobách se nedoporučuje požívání některých potravin.

## Nejznámější indické pokrmy a nápoje
- Polévky:

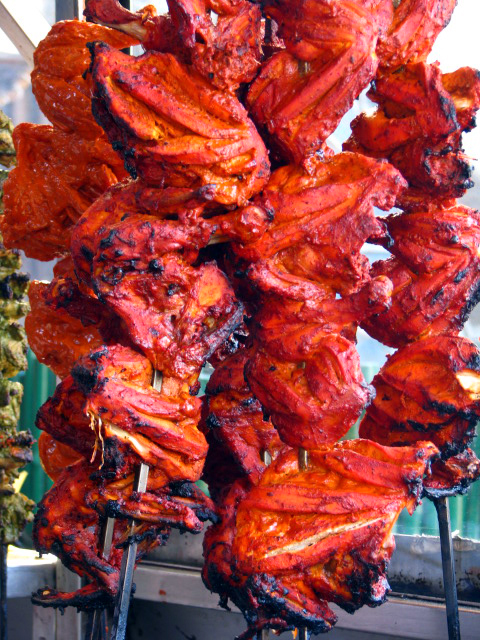
kuře tandoori je populární pečené jídlo

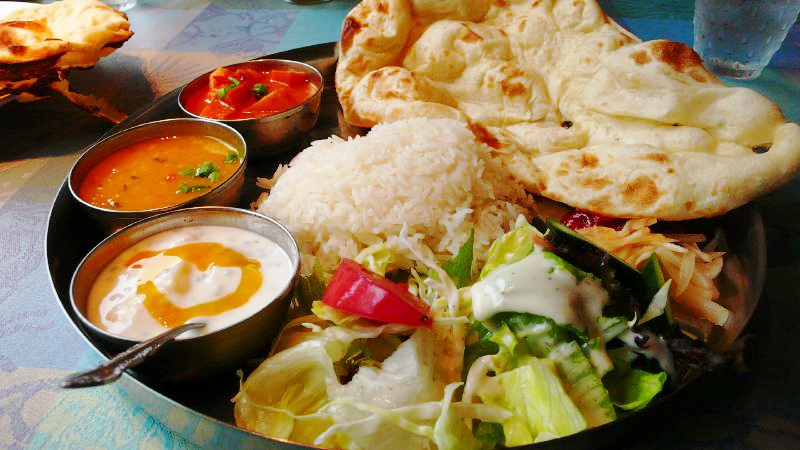
Thali (podnos) z Uttarpradéše, na kterém je naan, daal, raita, shahi paneer a salát

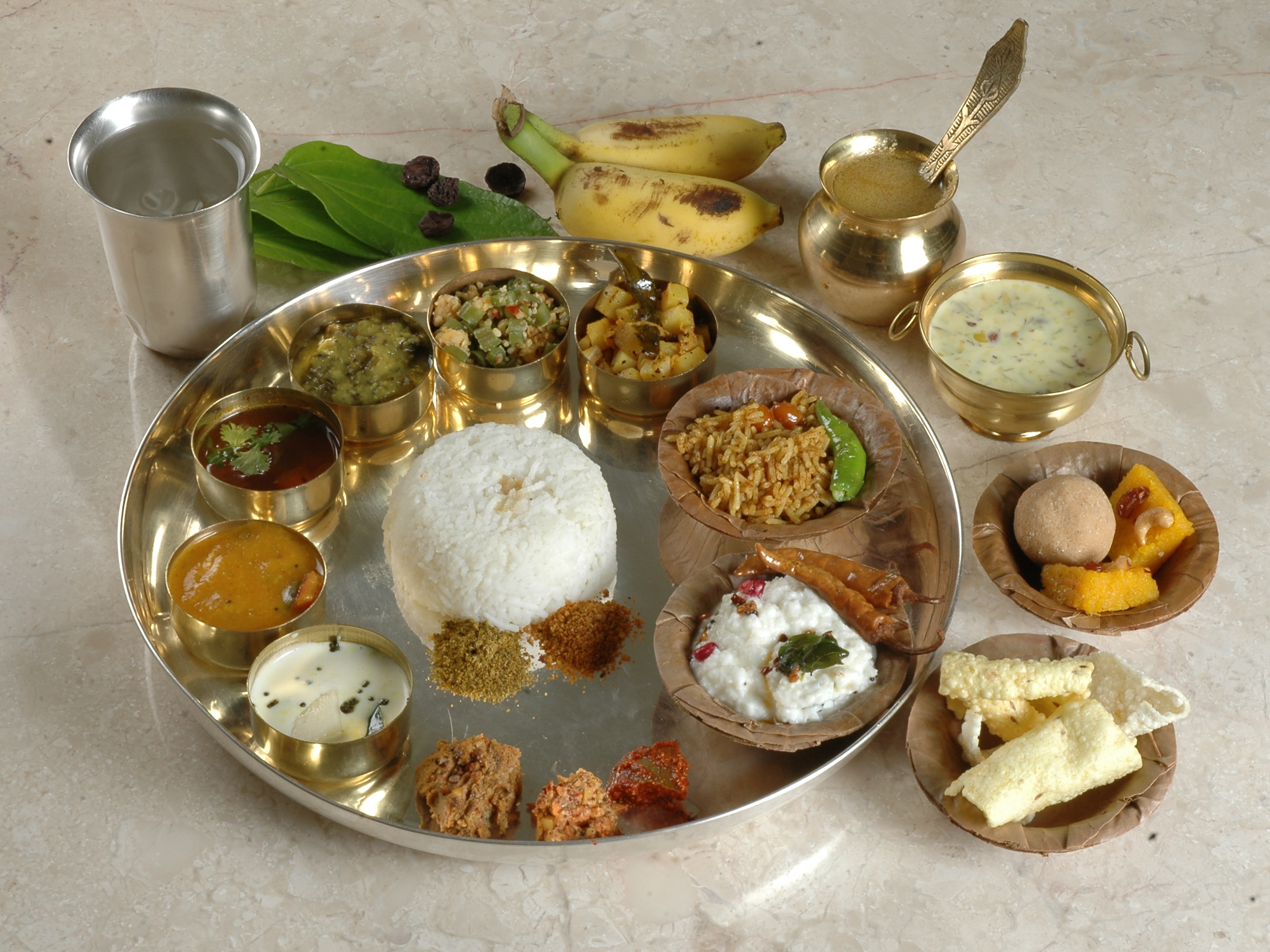
Vegetariánský pokrm ze státu Ándhrapradéš podávaný při důležitých událostech

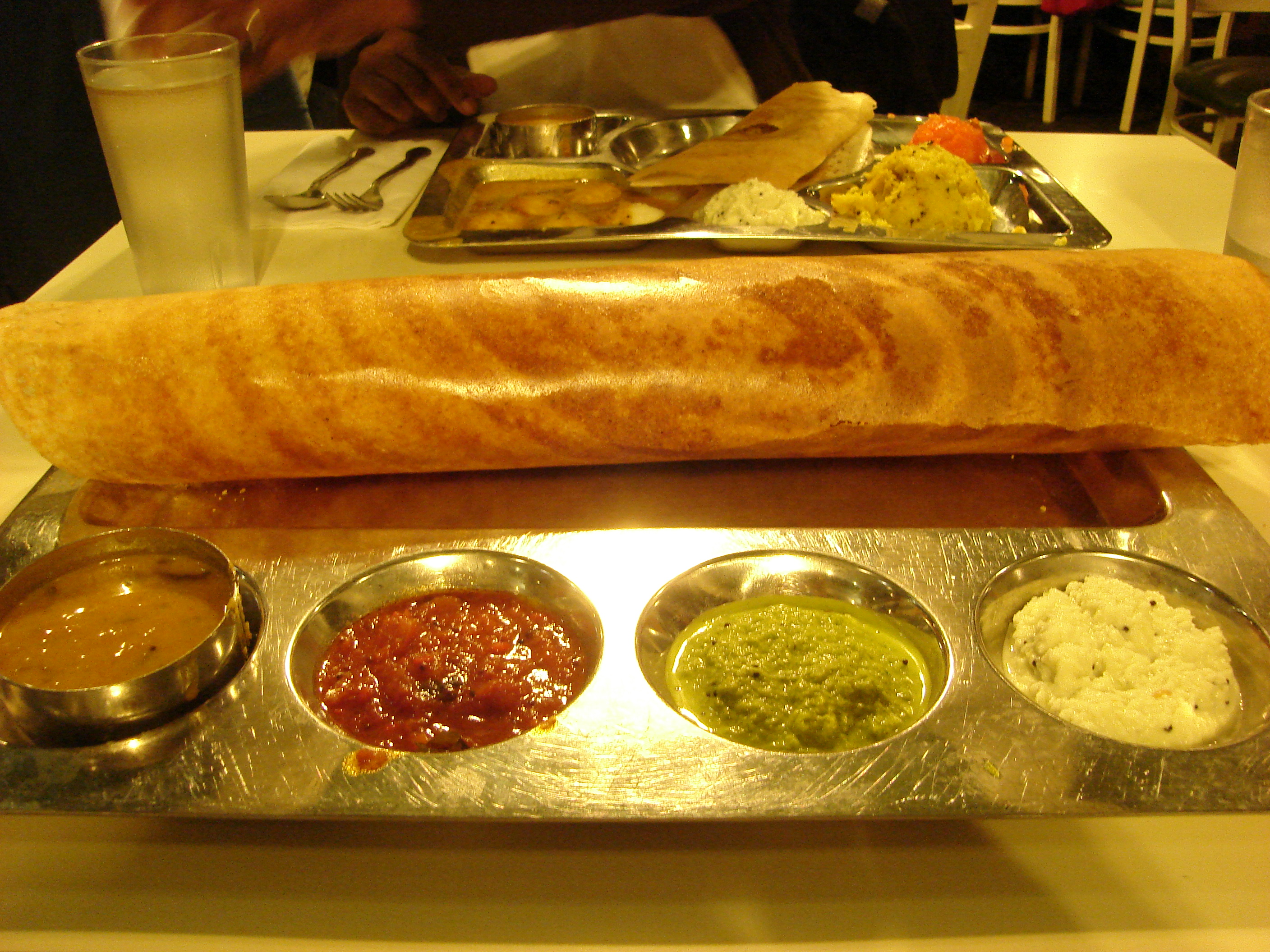
Dosa podávaná se sambarem a čatní, populární na jihu Indie

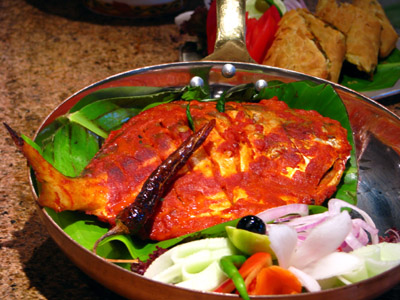
Kořeněná ryba ze státu Kérala

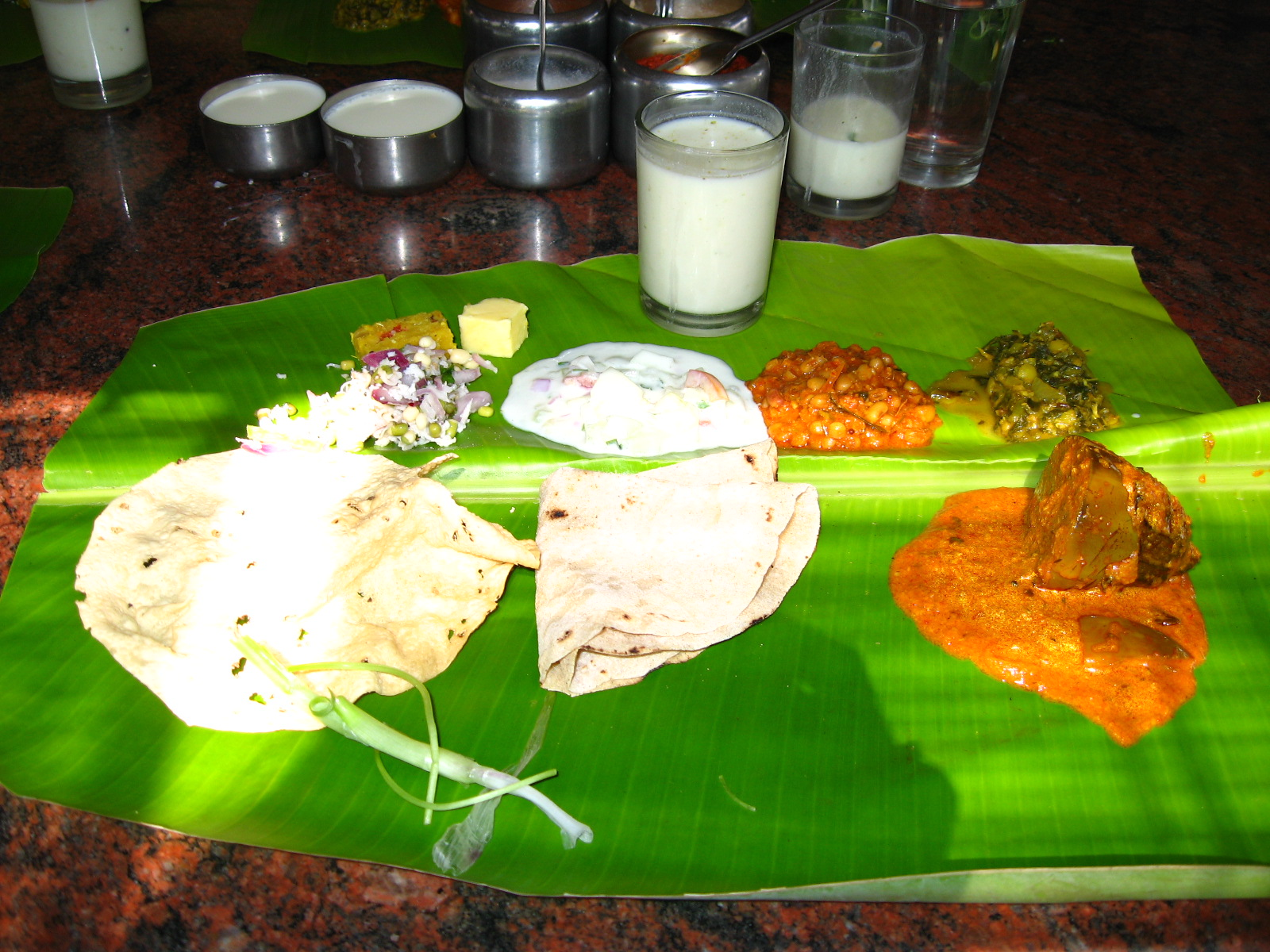
V Karnátace podavané jídlo na banánovém listu

  - Milanguttanír: jihoindická polévka z rýže, kokosu, zeleniny, koření a kuřecího nebo jehněčího masa.
  - Rassam: pálivá polévka ze zeleniny (rajčata, papriky, cibule), česneku a koření.
  - Šórba: severoindická polévka s masem, luštěninami a cibulí.
- Přílohy:
  - Čápátí: tenké placky z nekynutého těsta.
  - Dósa: smažené placičky z rýže, čočky a koření.
  - Idli: rýžové placičky, vařené v páře.
  - Nán: placky z kynutého těsta. Jsou zadělané s přídavkem jogurtu, tlustší a měkčí než čapátí.
  - Pápar (též páppadam): velmi tenké smažené placky, podávají se podobně jako chipsy.
  - Purí: smažené kulaté placičky, podobné lívancům.
  - Vařená rýže: může být obarvená nažluto přidáním kurkumy
- Vegetariánská jídla:
  - Alú gobhi: pokrm z brambor, květáku a jiné zeleniny (cibule, rajčata, česnek).
  - Dál: kaše z luštěnin, nejčastěji čočky, cizrny nebo fazolí mungo.
  - Khičrí: pokrm z rýže, luštěnin, másla a koření.
  - Koottu: jihoindický pokrm z čočky, cizrny, zeleniny a koření.
  - Pakora: pečené taštičky, plněné zeleninou nebo luštěninami.
  - Panír: indický tvarohový sýr, připomíná balkánský sýr, není však tolik slaný.
  - Plněné baklažány: vydlabané a naplněné okořeněnou dužinou a zeleninou.
  - Ság: špenát, podobný jako v české kuchyni, ale více kořeněný a podávaný s plackami nebo se sýrem.
  - Samósa: smažené taštičky, obvykle trojúhelníkové, plněné zeleninou, bramborami, sýrem aj.
  - Uppuma: slaná krupičná kaše s kořením a zeleninou, připomínající severoafrický kuskus.
- Jídla z masa a drůbeže:
  - Birjání: zapékaný pokrm, skládající se z vrstev rýže a masové nebo zeleninové směsi s kořením.
  - Kabáb: grilované kousky masa nebo kuličky z mletého masa, cibule a koření, oblíbený pokrm muslimů.
  - Karí: není jen směs koření, ale také kořeněný pokrm z masa, ryb, zeleniny či luštěnin, dušených v omáčce.
  - Kófty: kuličky z mletého masa nebo ryb, podávané v omáčce.
  - Kórma: dušené drůbeží nebo jiné maso na šťávě, ochucené jogurtem a kořením.
  - Maláí: pokrm z masa, ryb nebo krevet, vařených s kokosem, má nasládlou chuť.
  - Puláo: pokrm z rýže, vařené společně se zeleninou, kořením, oříšky, případně masem, dokud se nevyvaří všechna tekutina. Obdoba tureckého pilafu a středoasijského plovu.
  - Singhův turban: sikhská specialita, je to jakýsi dort z vařené rýže, plněný nádivkou ze skopového masa, zeleniny a koření.
  - Tandoori: kořeněné kuře, grilované v peci tandúr.
  - Tikka: pokrm z kousků kuřete, grilovaných s kořením a česnekem.
  - Vindaloo: pokrm jihoindické kuchyně z vepřového masa, česneku, octa a chilli.
  - kuře Tikka Masala: kuře s tikka omáčkou
- Saláty, omáčky a přísady:
  - Avial: salát z rýže, baklažánů, cibule a jiné zeleniny s kokosovým mlékem.
  - Čatní: silně kořeněná zavařenina z manga nebo jiného ovoce či zeleniny (např. rajčat, jablek, paprik.
  - Čjavanpraš: zavařenina z plodů embliky (Emblica officinalis), baelu (Aegle marmelos), bylinek a koření, má léčivé účinky na posílení imunitního systému.
  - Raita: omáčka nebo řídký salát z jogurtu, bylinek a koření, případně zeleniny.
  - Sámbar: omáčka nebo řídký salát z čočky nebo jiné luštěniny, tamarindu, jogurtu a koření.
- Dezerty:
  - Barfí: indická sladkost ze smetany nebo kondenzovaného mléka, cukru, oříšků či kokosu a růžové vody
  - Džalébí: malé, sladké, smažené preclíky, máčené v cukrovém sirupu.
  - Gadžár ka halva: sladký nákyp z mrkve, mléka a koření.
  - Guláb džamún: sladké smažené kuličky s mandlemi a růžovou vodou.
  - Khír: sladká kaše z rýže, cukru a mléka.
  - Laddú: kokosky, kuličky z kokosu, cizrnové mouky nebo krupice, cukru a sušeného mléka.
  - Rasgula: sladké kuličky z tvarohu.
  - Rasmáláí: sladké kuličky z tvarohu, smetany a kokosu.
  - Zarda: sladký rýžový nákyp, kořeněný kurkumou nebo šafránem.
- Nápoje:
  - Ám panna: ovocná šťáva z nezralého manga.
  - Dáta masala: čaj, kořeněný kardamonem, hřebíčkem, vařený s mlékem a silně oslazený.
  - Džal džíra: limonáda s kořením.
  - Falúda: hustý, sladký mléčný koktejl, oblíbený u menšiny Pársů.
  - Handia: slabé rýžové pivo, připomínající spíše ruský kvas.
  - Lassí: nápoj z kyselého mléka, podávaný buďto na sladko s ovocem a růžovou vodou, nebo s kořením, solí a mátou či česnekem.
  - Šerbet: sladký nápoj z ovoce, máty nebo růžové vody, chlazený ledem, může být i alkoholický.
  - Toddy: palmové víno, připravené ze zkvašené palmové mízy.
  - Tulsí: bylinkový čaj, jehož hlavní součástí je indická bazalka (Ocimum sanctum).